# Hans-Heinrich Otte
Hans-Heinrich Otte (* 23. Januar 1926 in Lübeck; † 7. März 2020 ebenda) war ein deutscher Volkswirt und Wirtschaftsprüfer. Vor seinem Studium, und währenddessen, war er Fußballspieler.

## Leben
Hans-Heinrich Otte machte zunächst eine kaufmännische Lehre. Nach seinem Kriegsdienst im Zweiten Weltkrieg machte er sein Abitur am Johanneum zu Lübeck und studierte Volkswirtschaftslehre an der Universität Göttingen. 1952 trat er in die Wirtschaftsprüfungsgesellschaft Deutsche Warentreuhand in Hamburg ein, die er zur BDO AG Wirtschaftsprüfungsgesellschaft weiterentwickelte. 1961 wurde er Vorstandsmitglied, 1969 Vorstandsvorsitzender, und von 1992 bis 2006 war er Vorsitzender des Aufsichtsrats. Er war Honorary Chairman des Netzwerks BDO International auf Lebenszeit sowie Ehrenvorsitzender der BDO Deutsche Warentreuhand AG.
Otte blieb seiner Heimatstadt Lübeck verbunden und war jahrzehntelang Vorsitzender des St.-Marien-Bauvereins. Im VfB Lübeck war er mehr als achtzig Jahre lang Mitglied. In der Oberliga Nord spielte er 1947/48 zweimal für diesen Verein und zeitweise gehörte er zum Kader von Göttingen 05.

## Ehrungen
- 2007 Ehrenprofessur des Landes Schleswig-Holstein